# Universidad de Cincinnati

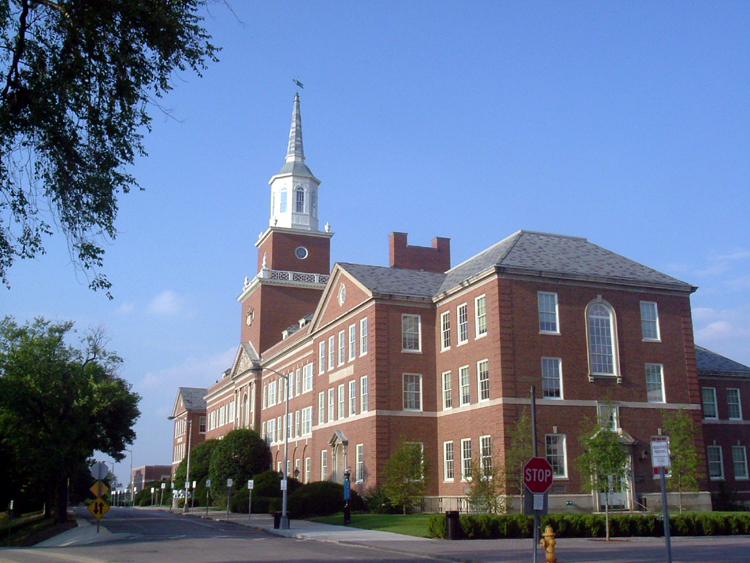
McMicken Hall.

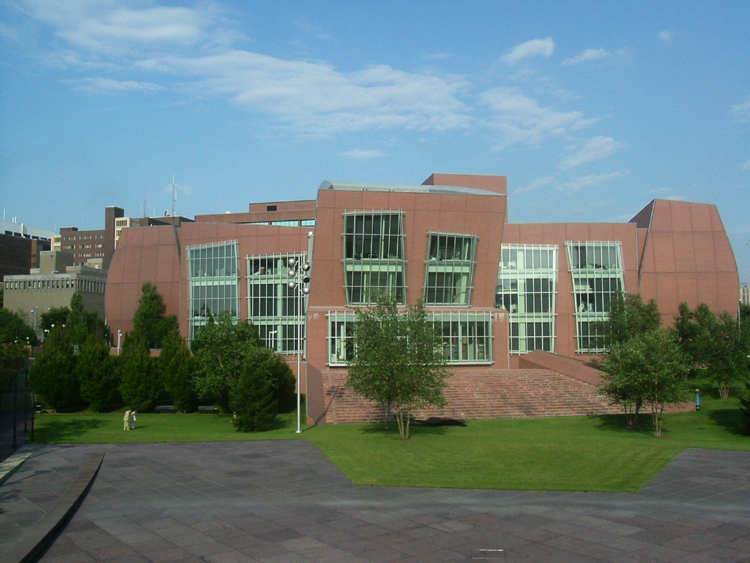
Vontz Center para estudios moleculares.

La Universidad de Cincinnati, en inglés University of Cincinnati es una universidad pública localizada en Cincinnati, estado de Ohio, Estados Unidos. Con aprox. 35.000 estudiantes es, tras Universidad Estatal de Ohio y ante la Universidad Estatal de Kent, la segunda universidad más grande del estado de Ohio. El centro universitario fue fundado en 1819. La facultad de música, el College-Conservatory of Music Cincinnati (CCM), es uno de los centros universitarios de música de mejor reputación de los Estados Unidos.

## Facultades
- Ciencias de la Salud aplicadas
- Ciencias aplicadas
- Diseño, arquitectura, Arte y Planificación
- Ingenierías
- Artes y Ciencias (McMicken College of Arts and Sciences)
- Medicina
- Música (College-Conservatory of Music Cincinnati)
- Pedagogía, Justicia delictiva y Recursos Humanos
- Enfermería
- Farmacia
- Ciencias del Derecho (4. facultad más antigua en los EE. UU. abierta desde su inicio)
- Trabajo Social
- Ciencias Económicas
- Graduate School

Instalaciones en otros emplazamientos:
- Clermont College en Batavia
- Raymont Walters College

## Deporte
Los equipos deportivos de Cincinnati se llaman Bearcats y compiten en la American Athletic Conference.

## Personalidades

### Profesores célebres
- Neil Armstrong - Primer humano en pisar la Luna
- Dorothy DeLay - Violinista
- Mark Gibson - Dirigente
- Henry Meyer - Violinista
- Ulrich Nicolai - Dirigente
- Thomas Pasatieri - Compositor
- Albert Sabin - Inventor de la vacuna oral contra la polio
- Kurt Sassmannshaus - Violinista
- Jenö Takács - Compositor y pianista

### Estudiantes célebres
- Kathleen Battle - Cantante de ópera
- David Daniels - Contratenor
- Michael Gruber - Actor, cantante, bailarín
- Randy Harrison - Actor
- Robin Johannsen - Cantante del Festival de Bayreuth
- James Levine - Dirigente del Metropolitan Opera
- Mark Fischbach (*Markiplier) - Humorista, actor, youtuber.
- Kenyon Martin - Jugador de baloncesto (sin graduarse)
- Immanuel McElroy - Jugador de baloncesto
- Sarah Jessica Parker - Actriz
- Sara Jay - Actriz pornográfica
- Oscar Robertson - Jugador de baloncesto
- Jerry Rubin - Defensor del ciudadano
- Nipsey Russell - Actor, comediante
- Joseph Baermann Strauss - Ingeniero que diseñó el Golden Gate Bridge
- William Howard Taft - expresidente de los Estados Unidos
- Christian Tetzlaff - Violinista
- Tony Trabert - Jugador de tenis
- Harold L. Walters - Compositor
- Jason Maxiell - Jugador de baloncesto
- Travis Kelce - Jugador de Fútbol Americano